# Раденко Анатолій Григорович
Анатолій Григорович Раденко (нар. 3 серпня 1959, Сталіно) — радянський футболіст, що грав на позиції півзахисника. По завершенні ігрової кар'єри — український футбольний тренер. Наприкінці 2000-х років залишив тренерську діяльність і став священником УПЦ МП.
Відомий насамперед виступами за донецький «Шахтар», у якому став срібним призером чемпіонату СРСР і володарем Кубку СРСР, та московське «Торпедо». У луцькій «Волині» став переможцем першості УРСР з футболу 1989 року. У молодіжній збірній СРСР став срібним призером чемпіонату світу 1979 року та чемпіоном Європи 1980 року. Як головний тренер працював із українськими клубами «Волинь», «Поділля», «Нива» та російським клубом «Сокол» із Саратова.

## Клубна кар'єра
Анатолій Раденко є вихованцем футбольної школи донецького «Шахтаря», а першим його тренером став відомий у минулому футболіст, а пізніше дитячий тренер Петро Андрійович Пономаренко, який відразу ж визначив талановитому хлопцеві місце в півзахисті. У 1976 році Раденка прийняли до дублюючого складу донецької команди, а в основному складі «Шахтаря» молодий півзахисник дебютував аж 1 червня 1979 року в матчі з єреванським «Араратом», замінивши на 81 хвилині матчу Миколу Федоренка. Поява талановитого молодого футболіста в основі команди лише за 3 роки після приходу в команду пов'язана із високою конкуренцією в складі «Шахтаря», який на той час став одним із найсильніших футбольних клубів країни. У 1978 році «Шахтар» став бронзовим призером чемпіонату СРСР, а у 1979 році — срібним призером. У сезоні 1979 року Анатолій Раденко взяв участь у срібному успіху «Шахтаря» в чемпіонаті СРСР, хоча й зіграв лише 10 матчів у чемпіонаті, а наступного року став разом із командою володарем Кубку СРСР, хоча й не грав у фінальному матчі. У сезоні 1980 року Раденко зіграв лише 14 матчів у чемпіонаті, і, не маючи постійного місця в основному складі команди, вирішив прийняти пропозицію московського «Торпедо». На той час склад автозаводців поповнили багато відомих майстрів, а керував діями команди відомий тренер та найкращий бомбардир команди в минулому Валентин Іванов. Але різноплановість футболістів «Торпедо» не дозволила команді зайняти у чемпіонаті місце вище 5-го, а у фіналі Кубку СРСР 1982 року переграти київське «Динамо»). Цього разу Анатолій Раденко відіграв у фіналі повний матч, але не зумів своїй новій команді допомогти виграти почесний трофей. Наступного року Анатолій Раденко повернувся до рідного Донецька, де зумів цього разу здобути місце в основному складі «гірників». Але серед трофеїв команди Раденку вдалось лише підняти над головою лише Кубок Сезону в 1984 році, оскільки він не грав у кубковому турнірі 1983 року. Але за два роки футболіст втратив місце в основі, і у середині 1987 року став гравцем кишинівського «Ністру». З початку 1988 року Анатолій Раденко став гравцем ворошиловградської «Зорі», але зіграв за клуб лише 2 матчі в чемпіонаті першої ліги та один кубковий матч, та перейшов до складу луцької «Волині». Наступного сезону досвідчений футболіст став одним із лідерів півзахисту команди, яка впевнено виграла турнір української зони другої ліги У цьому сезоні футболіст зіграв 39 матчів за луцький клуб, і після завершення переможного сезону повернувся до рідного Донецька. Але цього разу Раденко у «Шахтарі» зіграв лише 2 матчі. та покинув клуб. До кінця 1990 року футболіст грав у аматорському клубі «Шахтар» із міста Сніжне, а з початку 1991 року грав у третьоліговій фінській команді ТП-47. Після повернення з Фінляндії Раденко з початку 1992 року вже як граючий тренер виступав у другій команді донецького «Шахтаря», а пізніше — у аматорській команді «Південьсталь», після чого завершив кар'єру футболіста.

## Кар'єра тренера
Анатолій Раденко закінчив Московський інститут фізкультури та розпочав тренерську кар'єру ще будучи гравцем «Шахтаря-2», як граючий тренер дубдя донецької команди. на початку 90-х років ХХ століття колишній футболіст також тренував донецьку футзальну команду «Телеком» Далі Анатолій Раденко працював у футбольній школі «Шахтаря». у 1995—1996 роках Раденко працював тренером-селекціонером донецької команди. З початку сезону 1996—1997 років колишній півзахисник отримав запрошення очолити свій колишній клуб — луцьку «Волинь», яка на той час вибула з вищої ліги. У команді Раденко зібрав багато молодих, часто маловідомих футболістів зокрема Сергія Проніна, Артура Оленіна, Артема Саутіна, Олега Панченка, деякі з них із часом виросли у справжніх майстрів — Анатолій Тимощук, Володимир Гапон. Команда тривалий час була лідером змагань. але нестача коштів призвела до того, що сезон команда закінчила лише на 4 місці, і не виконала завдання увійти до вищої ліги. Наступного сезону довелось розпродати усіх ведучих гравців, а Раденко в таких умовах вирішив покинути команду. Після Луцька Раденко протягом року очолював іншу першолігову команду «Поліграфтехніка» з Олександрії. Далі український тренер очолив тренерський штаб російської команди «Сокол» із Саратова, але й там у команди розпочались фінансові проблеми, що призвело до дострокового закінчення співпраці з цим клубом. Далі нетривалий час у 2002 році Анатолій Раденко очолював друголіговий український клуб «Машинобудівник» (Дружківка). Наступним місцем роботи Раденка стало хмельницьке «Поділля», яке він очолював протягом сезону 2002—2003, а далі став головним тренером вінницької «Ниви». З 2004 року працював у академії донецького «Шахтаря», де дав путівку у великий футбол багатьом талановитим футболістам. З квітня до червня 2008 року Анатолій Раденко працював старшим тренером дублюючого складу донецького «Металурга», а після цього закінчив кар'єру тренера.

## Виступи за збірні
Анатолій Раденко залучався до юнацьких та молодіжних команд СРСР різного віку з 1976 року. У 1977 році у складі команди Української РСР Раденко також став срібним призером Всесоюзних спортивних ігор молоді. У 1979 році Анатолій Раденко був включений до складу молодіжної збірної СРСР на чемпіонат світу 1979 серед молодіжних команд. На чемпіонаті світу збірна СРСР вийшла із групи, де переграла молодіжні збірні Угорщини і Гвінеї та поступилася збірній Уругваю. У чвертьфіналі турніру в серії пенальті радянська збірна переграла збірну Парагваю, а в півфіналі перемогла збірну Польщі. У фіналі турніру на радянську збірну очікувала зустріч із збірною Аргентини, за яку виступав уже на той час відомий Дієго Марадона. Персональну опіку майбутнього зіркового аргентинця доручили саме Анатолію Раденку. Зі своїм завданням Раденко впорався, і, хоча й Марадона забив один із м'ячів аргентинської збірної. але зробив це лише із стандартного положення — штрафного удару. хоч радянська збірна і відкрила рахуно, партнери Марадони забили ще два м'ячі у відповідь, і збірна СРСР, у складі якої, крім Раденка, була половина українців, стала володарем срібних нагород першості. у 1980 році Анатолій Раденко став чемпіоном Європи серед молодіжних команд. Усього на рівні збірних Раденко зіграв 4 матчі за юнацьку збірну СРСР, 8 матчів за юніорську збірну (у яких відзначився 1 забитим м'ячем) та 14 матчів за молодіжну збірну СРСР, у яких забитими м'ячами відзначитися футболісту не вдалося.

## Після прийняття сану священника
Згідно слів самого Анатолія Раденка, під час роботи головним тренером «Волині», він зацікавився православним віровченням, і прийняв таїнство хрещення у одному із храмів Луцька. Під час роботи у саратовському «Соколі» часто відвідував богослужіння у місцевих храмах. Пізніше, після повернення до Донецька, постійно відвідував богослужіння у розміщеному неподалік футбольної школи «Шахтаря» Свято-Володимирському храмі. За деякий час Анатолій Раденко прийняв на себе обов'язки паламаря. У 2008 році Раденко звільнився з академії «Шахтаря», та, попрацювавши два місяці з дублем іншої донецької команди — «Металурга», безповоротно закінчив кар'єру тренера, та прийняв на себе священничий сан. 8 жовтня 2009 року Анатолій Раденко був рукопокладений у сан диякона, а через 8 днів отримав сан ієрея Свято-Володимирського храму Донецька. Наприкінці 2009 року призначений настоятелем церкви Різдва Пресвятої Богородиці в селі Валер'янівка Волноваського району.

## Досягнення
- Срібний призер чемпіонату СРСР (1): 1979
- Володар Кубка СРСР (1): 1980
- Володар Кубка сезону: 1984
- Срібний призер чемпіонату світу серед молодіжних команд: 1979
- Чемпіон Європи (U-21): 1980
- Срібний призер Всесоюзних спортивних ігор молоді 1977 — збірна УРСР.
- Переможець Чемпіонату УРСР з футболу 1989, що проводився у рамках турніру в шостій зоні другої ліги СРСР.